# Wälder bei Wyhlen
Das FFH-Gebiet Wälder bei Wyhlen in Baden-Württemberg wurde 2005 durch das Regierungspräsidium Freiburg angemeldet. Mit Verordnung des Regierungspräsidiums Freiburg zur Festlegung der Gebiete von gemeinschaftlicher Bedeutung vom 25. Oktober 2018 (in Kraft getreten am 11. Januar 2019) wurde das Schutzgebiet ausgewiesen.

## Lage
Das 693 Hektar große Schutzgebiet Wälder bei Wyhlen liegt in den Naturräumen Hochrheintal und Dinkelberg. Es liegt vollständig im Landkreis Lörrach in den Gemeinden Inzlingen, Rheinfelden und Grenzach-Wyhlen.

## Beschreibung
Das Gebiet ist vor allem durch den größtenteils bewaldeten, teils steil abfallenden und durch Keilgräben stark reliefierten Südhang des Dinkelberg-Massivs  gekennzeichnet. Es schließt unmittelbar an Siedlungsflächen an. Drei Teilgebiete liegen direkt am Ufer des Hochrheins und werden durch Altarme, ehemalige Kiesabbauflächen und Auwaldbestände geprägt.

## Schutzzweck

### Lebensraumtypen
Folgende Lebensraumtypen nach Anhang I der FFH-Richtlinie kommen im Gebiet vor:
| EU Code | * | Lebensraumtyp (offizielle Bezeichnung)                                                        | Kurzbezeichnung                            |
| ------- | - | --------------------------------------------------------------------------------------------- | ------------------------------------------ |
| 3270    |   | Flüsse mit Schlammbänken mit Vegetation des Chenopodion rubri p.p. und des Bidention p.p.     | Schlammige Flussufer mit Pioniervegetation |
| 5110    |   | Stabile xerothermophile Formationen von Buxus sempervirens an Felsabhängen (Berberidion p.p.) | Buchsbaumgebüsche trockenwarmer Standorte  |
| 6212    |   | Naturnahe Kalk-Trockenrasenund deren Verbuschungsstadien (Festuco-Brometalia)                 | Kalkmagerrasen                             |
| 6510    |   | Magere Flachland-Mähwiesen (Alopecurus pratensis, Sanguisorba officinalis)                    | Magere Flachland-Mähwiesen                 |
| 7220    |   | Kalktuffquellen (Cratoneurion)                                                                | Kalktuffquellen                            |
| 8210    |   | Kalkfelsen mit Felsspaltenvegetation                                                          | Kalkfelsen mit Felsspaltenvegetation       |
| 8310    |   | Nicht touristisch erschlossene Höhlen                                                         | Höhlen und Balmen                          |
| 9130    |   | Waldmeister-Buchenwald (Asperulo-Fagetum)                                                     | Waldmeister-Buchenwald                     |
| 9150    |   | Mitteleuropäischer Orchideen-Kalk-Buchenwald (Cephalanthero-Fagion)                           | Orchideen-Buchenwald                       |
| 9180    | * | Schlucht- und Hangmischwälder Tilio-Acerion                                                   | Schlucht- und Hangmischwälder              |

### Arteninventar
Folgende Arten von gemeinschaftlichem Interesse kommen im Gebiet vor:
| Bild             | EU Code | * | Art              | wissenschaftlicher Name | Artengruppe |
| ---------------- | ------- | - | ---------------- | ----------------------- | ----------- |
| Hirschkäfer      | 1083    |   | Hirschkäfer      | Lucanus cervus          | Käfer       |
| Gelbbauchunke    | 1193    |   | Gelbbauchunke    | Bombina variegata       | Amphibien   |
| Biber            | 1337    |   | Biber            | Castor fiber            | Säugetiere  |
| Grünes Besenmoos | 1381    |   | Grünes Besenmoos | Dicranum viride         | Moose       |

### Zusammenhängende Schutzgebiete
Folgende Naturschutzgebiete liegen ganz oder teilweise innerhalb des FFH-Gebiets:
- Altrhein Wyhlen
- Leuengraben
- Buchswald bei Grenzach
- Ruschbachtal